# Sabarthès
Le Sabarthès est un terroir pyrénéen structuré par la haute vallée de l'Ariège en amont du pays de Foix avec Tarascon-sur-Ariège comme ville principale. Ce fut aussi une seigneurie du haut Moyen Âge, puis une viguerie. Ce nom utilisé depuis des siècles a été donné en 2014 à un nouveau canton.

## Géographie
Le Sabarthès actuel comprend le canton de Sabarthès, qui inclut la vallée de Vicdessos, ainsi que le canton de Haute-Ariège duquel seront retirées les communes constituant le Donezan, partie prenante de la haute vallée de l'Aude et bien peu accessible depuis la haute-Ariège.

## Toponymie
L'origine du nom Sabarthès ou Sabartès est discutée. Un vicus ou vicaria de Sabartensis est mentionnée au IXe siècle avec comme centre l'église Notre-Dame de Sabart bâtie à la confluence de l'Ariège et du Vicdessos, près de Tarascon-sur-Ariège.

## Histoire
La préhistoire a laissé de nombreuses empreintes remarquables dans des grottes creusées par l'érosion. Certaines sont devenues célèbres, comme la grotte de Niaux, et ont fait l'objet de nombreuses études.
À la fin du Haut Moyen Âge, le Sabarthès est une marche du pagus et de l'évêché toulousain. Il fait alors partie du comté de Toulouse au Xe siècle. La gestion de la haute vallée de l'Ariège va être prise par la famille des comtes de Carcassonne. Au XIe siècle, Roger le Vieux est seigneur de Foix. À sa mort, ses possessions sont partagées et son fils cadet, Bernard Roger, reçoit le Sabartès et la terre de Foix, ainsi que le comté de Couserans et son évêché, la moitié du Volvestre, le Daumazan, le Podaguès (entre Arize et Latou), l'Aganaguès (Pamiers, Saverdun, Hers). Il devient le premier comte de Foix. Les églises et abbayes appartenant à la famille de Carcassonne et se trouvant sur ces territoires sont données à son frère, Pierre, évêque de Gérone. Dans leur tentative d'affermir leurs droits sur le comté de Foix, les comtes vont se trouver opposés aux familles nobles locales et au désir des comtes limitrophes d'augmenter leurs possessions dans les années 1050-1120. Dans le Sabarthès, le comte de Foix va être confronté au comte de Cerdagne. Il va s'appuyer sur les castra de Lordat et d'Ax pour contrôler la région de Haute Ariège.

## Communes
| Nom                         | Code Insee | Intercommunalité         | Superficie (km2) | Population (dernière pop. légale) | Densité (hab./km2) |
| --------------------------- | ---------- | ------------------------ | ---------------- | --------------------------------- | ------------------ |
| Albiès                      | 09004      | CC de la Haute-Ariège    | 7,69             | 122 (2022)                        | 16                 |
| Alliat                      | 09006      | CC du Pays de Tarascon   | 3,46             | 56 (2022)                         | 16                 |
| Appy                        | 09012      | CC de la Haute-Ariège    | 6,1              | 28 (2022)                         | 4,6                |
| Arignac                     | 09015      | CC du Pays de Tarascon   | 8,84             | 722 (2022)                        | 82                 |
| Arnave                      | 09016      | CC du Pays de Tarascon   | 8,38             | 214 (2022)                        | 26                 |
| Ascou                       | 09023      | CC de la Haute-Ariège    | 35,59            | 115 (2022)                        | 3,2                |
| Aston                       | 09024      | CC de la Haute-Ariège    | 153,8            | 193 (2022)                        | 1,3                |
| Aulos                       | 09028      | CC de la Haute Ariège    | 1,04             | 54 (2016)                         | 52                 |
| Auzat                       | 09030      | CC de la Haute-Ariège    | 162,74           | 562 (2022)                        | 3,5                |
| Axiat                       | 09031      | CC de la Haute-Ariège    | 9,54             | 39 (2022)                         | 4,1                |
| Ax-les-Thermes              | 09032      | CC de la Haute-Ariège    | 30,26            | 1 277 (2022)                      | 42                 |
| Bédeilhac-et-Aynat          | 09045      | CC du Pays de Tarascon   | 6,38             | 195 (2022)                        | 31                 |
| Bestiac                     | 09053      | CC de la Haute-Ariège    | 6,57             | 30 (2022)                         | 4,6                |
| Bompas                      | 09058      | CC du Pays de Tarascon   | 2,75             | 200 (2022)                        | 73                 |
| Bouan                       | 09064      | CC de la Haute-Ariège    | 3,44             | 41 (2022)                         | 12                 |
| Les Cabannes                | 09070      | CC de la Haute-Ariège    | 0,87             | 330 (2022)                        | 379                |
| Capoulet-et-Junac           | 09077      | CC du Pays de Tarascon   | 2,78             | 191 (2022)                        | 69                 |
| Caussou                     | 09087      | CC de la Haute-Ariège    | 15,83            | 47 (2022)                         | 3                  |
| Caychax                     | 09088      | CC de la Haute-Ariège    | 5,66             | 14 (2022)                         | 2,5                |
| Cazenave-Serres-et-Allens   | 09092      | CC du Pays de Tarascon   | 16,15            | 61 (2022)                         | 3,8                |
| Celles                      | 09093      | CA L'Agglo Foix-Varilhes | 10,27            | 143 (2022)                        | 14                 |
| Château-Verdun              | 09096      | CC de la Haute-Ariège    | 0,79             | 41 (2022)                         | 52                 |
| Garanou                     | 09131      | CC de la Haute-Ariège    | 3,01             | 146 (2022)                        | 49                 |
| Génat                       | 09133      | CC du Pays de Tarascon   | 8,21             | 24 (2022)                         | 2,9                |
| Gestiès                     | 09134      | CC de la Haute-Ariège    | 27,46            | 36 (2022)                         | 1,3                |
| Goulier                     | 09135      | CC de la Haute Ariège    | 10,22            | 45 (2016)                         | 4,4                |
| Gourbit                     | 09136      | CC du Pays de Tarascon   | 17,95            | 79 (2022)                         | 4,4                |
| L'Hospitalet-près-l'Andorre | 09139      | CC de la Haute-Ariège    | 26,12            | 95 (2022)                         | 3,6                |
| Ignaux                      | 09140      | CC de la Haute-Ariège    | 5,49             | 126 (2022)                        | 23                 |
| Illier-et-Laramade          | 09143      | CC de la Haute-Ariège    | 5,02             | 38 (2022)                         | 7,6                |
| Larcat                      | 09155      | CC de la Haute-Ariège    | 9,31             | 49 (2022)                         | 5,3                |
| Lapège                      | 09152      | CC du Pays de Tarascon   | 8,29             | 18 (2022)                         | 2,2                |
| Larnat                      | 09156      | CC de la Haute-Ariège    | 5,6              | 19 (2022)                         | 3,4                |
| Lassur                      | 09159      | CC de la Haute-Ariège    | 11,99            | 84 (2022)                         | 7                  |
| Lercoul                     | 09162      | CC de la Haute-Ariège    | 19,01            | 14 (2022)                         | 0,74               |
| Lordat                      | 09171      | CC de la Haute-Ariège    | 7,37             | 63 (2022)                         | 8,5                |
| Luzenac                     | 09176      | CC de la Haute-Ariège    | 26,43            | 514 (2022)                        | 19                 |
| Mercus-Garrabet             | 09188      | CC du Pays de Tarascon   | 14,79            | 1 226 (2022)                      | 83                 |
| Mérens-les-Vals             | 09189      | CC de la Haute-Ariège    | 80,12            | 168 (2022)                        | 2,1                |
| Miglos                      | 09192      | CC du Pays de Tarascon   | 18,76            | 132 (2022)                        | 7                  |
| Montaillou                  | 09197      | CC de la Haute-Ariège    | 8,61             | 17 (2022)                         | 2                  |
| Montoulieu                  | 09210      | CA L'Agglo Foix-Varilhes | 14,12            | 416 (2022)                        | 29                 |
| Niaux                       | 09217      | CC du Pays de Tarascon   | 3,99             | 151 (2022)                        | 38                 |
| Orgeix                      | 09218      | CC de la Haute-Ariège    | 18,39            | 101 (2022)                        | 5,5                |
| Orlu                        | 09220      | CC de la Haute-Ariège    | 70,79            | 160 (2022)                        | 2,3                |
| Ornolac-Ussat-les-Bains     | 09221      | CC du Pays de Tarascon   | 11,99            | 248 (2022)                        | 21                 |
| Orus                        | 09222      | CC de la Haute-Ariège    | 9,12             | 24 (2022)                         | 2,6                |
| Pech                        | 09226      | CC de la Haute-Ariège    | 4,81             | 37 (2022)                         | 7,7                |
| Perles-et-Castelet          | 09228      | CC de la Haute-Ariège    | 17,77            | 219 (2022)                        | 12                 |
| Prades                      | 09232      | CC de la Haute-Ariège    | 28,97            | 46 (2022)                         | 1,6                |
| Prayols                     | 09236      | CA L'Agglo Foix-Varilhes | 7,76             | 366 (2022)                        | 47                 |
| Quié                        | 09240      | CC du Pays de Tarascon   | 2,51             | 298 (2022)                        | 119                |
| Rabat-les-Trois-Seigneurs   | 09241      | CC du Pays de Tarascon   | 26,96            | 368 (2022)                        | 14                 |
| Saint-Paul-de-Jarrat        | 09272      | CA L'Agglo Foix-Varilhes | 22,51            | 1 354 (2022)                      | 60                 |
| Saurat                      | 09280      | CC du Pays de Tarascon   | 44,29            | 697 (2022)                        | 16                 |
| Savignac-les-Ormeaux        | 09283      | CC de la Haute-Ariège    | 28,31            | 397 (2022)                        | 14                 |
| Sem                         | 09286      | CC de la Haute Ariège    | 5,22             | 23 (2016)                         | 4,4                |
| Senconac                    | 09287      | CC de la Haute-Ariège    | 4,67             | 6 (2022)                          | 1,3                |
| Siguer                      | 09295      | CC de la Haute-Ariège    | 38,73            | 95 (2022)                         | 2,5                |
| Sinsat                      | 09296      | CC de la Haute Ariège    | 4,01             | 119 (2016)                        | 30                 |
| Sorgeat                     | 09298      | CC de la Haute-Ariège    | 18,92            | 90 (2022)                         | 4,8                |
| Suc-et-Sentenac             | 09302      | CC de la Haute Ariège    | 31,69            | 53 (2016)                         | 1,7                |
| Surba                       | 09303      | CC du Pays de Tarascon   | 2,22             | 333 (2022)                        | 150                |
| Tarascon-sur-Ariège         | 09306      | CC du Pays de Tarascon   | 8,65             | 3 060 (2022)                      | 354                |
| Tignac                      | 09311      | CC de la Haute-Ariège    | 3,53             | 20 (2022)                         | 5,7                |
| Unac                        | 09318      | CC de la Haute-Ariège    | 2,65             | 127 (2022)                        | 48                 |
| Urs                         | 09320      | CC de la Haute-Ariège    | 0,91             | 27 (2022)                         | 30                 |
| Ussat                       | 09321      | CC du Pays de Tarascon   | 4,4              | 308 (2022)                        | 70                 |
| Vaychis                     | 09325      | CC de la Haute-Ariège    | 4,49             | 35 (2022)                         | 7,8                |
| Vèbre                       | 09326      | CC de la Haute-Ariège    | 5,19             | 115 (2022)                        | 22                 |
| Verdun                      | 09328      | CC de la Haute-Ariège    | 11,71            | 208 (2022)                        | 18                 |
| Vernaux                     | 09330      | CC de la Haute-Ariège    | 6,06             | 34 (2022)                         | 5,6                |
| Vicdessos                   | 09334      | CC de la Haute Ariège    | 6,01             | 535 (2016)                        | 89                 |

## Économie

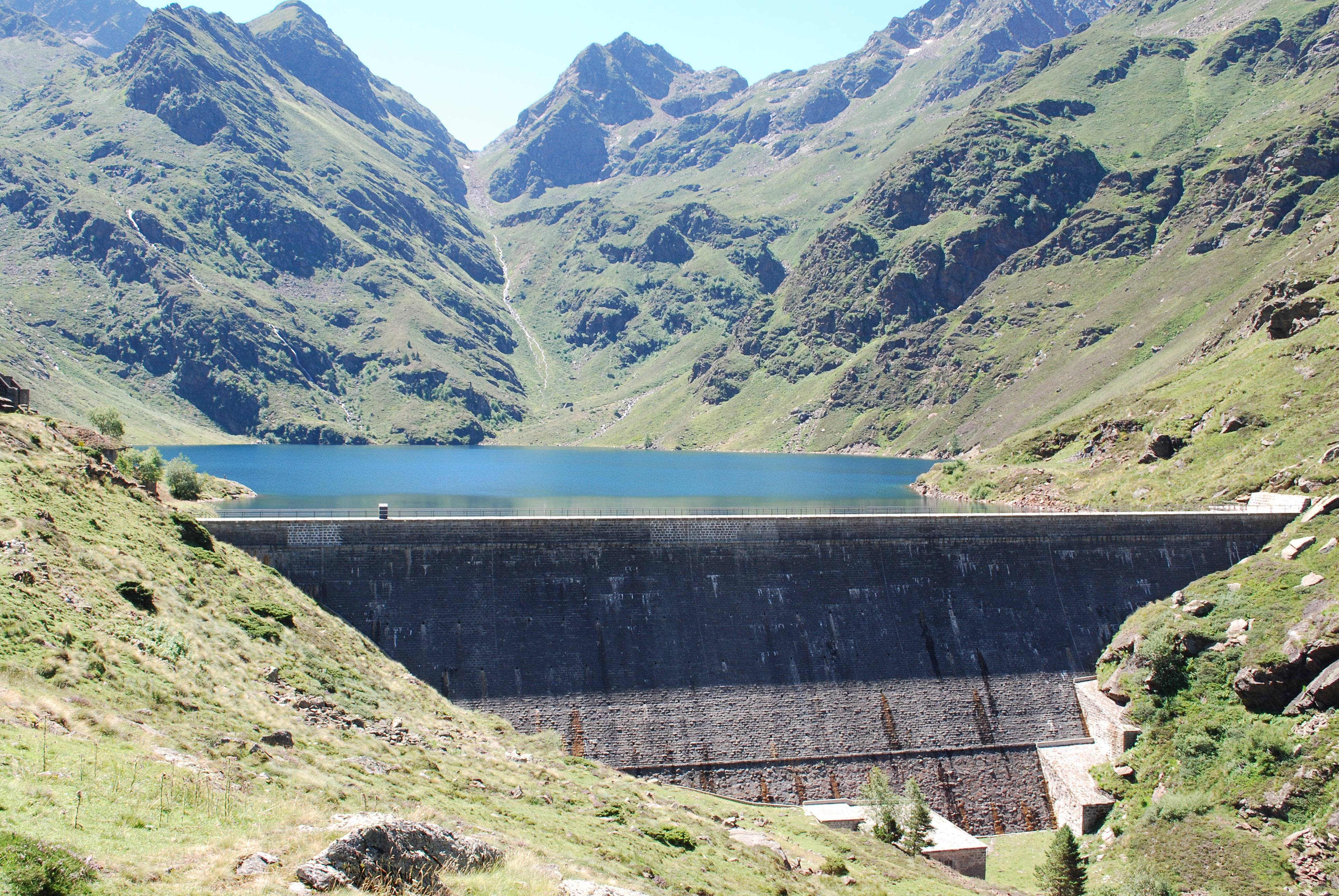
le barrage d'Izourt représente la richesse hydroélectrique du Sabarthès.

### Hydroélectricité
Le Sabarthès compte une production hydroélectrique conséquente, due principalement aux barrages de Laparan (vallée d'Aston) de Gnioure, d'Izourt, de Soulcem et à la centrale de Bassiès (vallée de Vicdessos), Très utile dans l'absolu, l'hydroélectricité fut rendue nécessaire par les alumineries Pechiney d'Auzat et de Sabart.
La production du Sabarthès est intégrée dans l'activité d’Électricité de France Hydraulique Aude-Ariège qui, en 2015, a généré avec 14 barrages et 17 centrales hydroélectriques une production de 1 480 GWh (soit l'équivalent de la consommation résidentielle de l'Ariège et de l'Aude) avec 137 salariés et 17 millions d'euros d'investissements. Les barrages contribuent au soutien de l'étiage de la Garonne pour 12,4 millions de m3 d'eau restitués.

### Tourisme
- Stations thermales :
  - Ax-les-Thermes ;
  - Ussat.

- Stations de sport d'hiver :
  - Ax 3 Domaines ;
  - Ascou-Pailhères ;
  - Goulier Neige.